# Риби-кабани
Риби-кабани (Pentacerotidae) — родина риб ряду Окунеподібні (Perciformes). Мешкають у прибережній зоні біля дна й зустрічаються на значній глибині.

## Опис

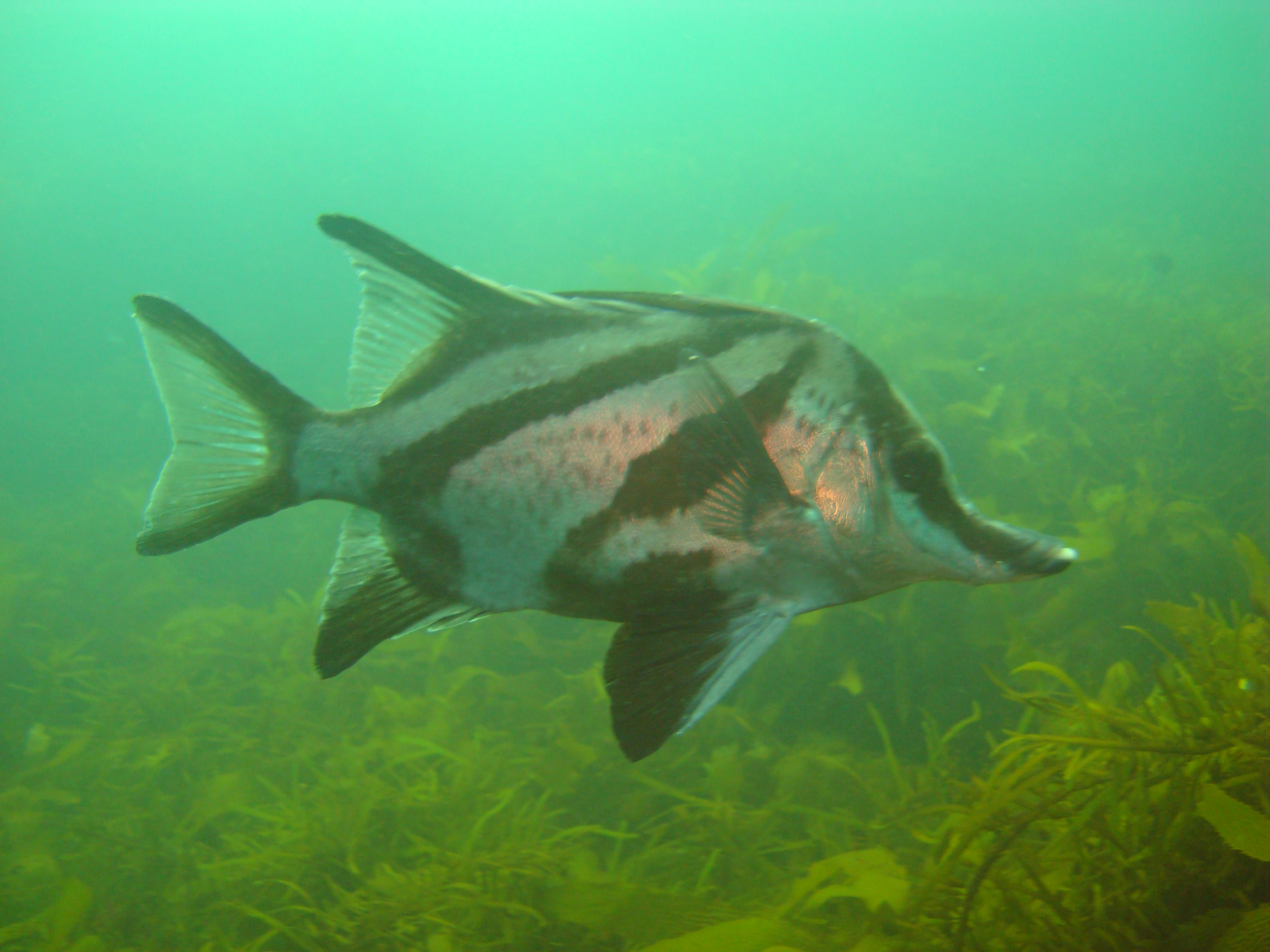
Pentaceropsis recurvirostris

Найхарактернішою особливістю риб-кабанів служить їх велика «броньована» голова з витягнутим рилом, майже повністю покрита міцними костями, покресленими глибокими борознами. У них стисле з боків тіло, покрите дрібною твердою лускою, і дуже потужні шипи в плавцях, причому в деяких видів колючки спинного й анального плавців мають своєрідний замковий механізм (такий же, як у спинорогів із родини Balistidae), міцно утримуючий їх. Вітрильні риби-кабани (рід Histiopterus) мають дуже високий спинний плавець, висота якого може перевищувати висоту тіла. Найбільший розмір пентацерових не перевищує 60 см.

## Поширення
Поширення риб-кабанів майже повністю обмежено субтропічними водами, але деякі види проникають у тропіки аж до Червоного моря й Філіппінських островів. Основні центри поширення родини присвячені до трьох районів — Австралії (тут зустрічається 6 видів риб-кабанів), Японії (4 види) і Південної Африці (3 види).

## Деякі види
Риби-кабани досить звичайні в тралових уловах у Південної Австралії. Невеликий, до 25 см, шилопер (Undecimus hendecacanthus) зустрічається на глибинах до 360 м. Великі, до 40-90 см довжини, кабани-риби краплисті (Paristiopterus gallipavo, P. labiosus) тримаються звичайно на глибині 100–150 м, рідше до 230 м. Вони харчуються бентосом: дрібними крабами, морськими їжаками. У Західної й Південної Австралії, на глибинах до 280 м, ловиться рожева, із трьома косими темними смугами, риба-кабан трьохсмуга (Pentaceropsis recurvirostris), довжиною до 50 см.

### Пентацер
Цікаво відзначити, що один вид риб-кабанів — пентацер (Pentaceros richardsoni) — мешкає у молодому віці вдалині від берегів, у відкритому океані. Як й інші представники родини, він має важке тіло й потужні плавцеві колючки й різко контрастує по своєму вигляді з типовими мешканцями пелагіалі. Очевидно, ця риба відносно недавно проникла у відкритий океан і ще не встигла перетерпіти помітних морфологічних змін у новому середовищі перебування.
Дорослі пентацери досягають 30— 35 см у довжину й майже кілограмової ваги. Вони живуть біля дна в субтропічні й помірковано теплих водах південної півкулі (Південна Африка, Нова Зеландія, Вогняна Земля) і північної частини Тихого океану (Японія, Каліфорнія, банки підводного Імператорського хребта).

## Значення
Всі риби-кабани їстівні й мають високі смакові якості, однак вони рідко добуваються в скільки-небудь значній кількості. Постійний промисел існує, очевидно, у японських водах. Рибалки ловлять пентацера тралами біля острова Св. Олени й до північно-заходу від Гавайських островів, де його помилково називають пристипомою.

## Види
- Рід Evistias Jordan, 1907
  - Evistias acutirostris (Temminck and Schlegel, 1844)
- Рід Histiopterus Temminck and Schlegel, 1844
  - Histiopterus typus Temminck and Schlegel, 1844
- Рід Parazanclistius Hardy, 1983
  - Parazanclistius hutchinsi Hardy, 1983
- Рід Paristiopterus Bleeker, 1876
  - Paristiopterus gallipavo Whitley, 1944
  - Paristiopterus labiosus (Günther, 1872)
- Рід Pentaceropsis Steindachner in Steindachner and Döderlein, 1883
  - Pentaceropsis recurvirostris (Richardson, 1845)
- Рід Pentaceros Cuvier in Cuvier and Valenciennes, 1829
  - Pentaceros capensis Cuvier in Cuvier and Valenciennes, 1829
  - Pentaceros decacanthus Günther, 1859
  - Pentaceros japonicus Steindachner, 1883
  - Pentaceros quinquespinis Parin and Kotlyar, 1988
- Рід Pseudopentaceros Bleeker, 1876
  - Pseudopentaceros richardsoni Smith, 1844
  - Pseudopentaceros wheeleri Hardy, 1983
- Рід Zanclistius Jordan, 1907
  - Zanclistius elevatus (Ramsay and Ogilby, 1888)